# Noblesse (manhwa)
Vous pouvez aider à l'améliorer ou bien discuter des problèmes sur sa page de discussion.
- Il ne cite pas suffisamment ses sources. Vous pouvez indiquer les passages à sourcer avec {{référence nécessaire}} ou {{Référence souhaitée}}, et inclure les références utiles en les liant aux notes de bas de page. (Marqué depuis janvier 2013)
- Il n’est pas rédigé dans un style encyclopédique. (Marqué depuis février 2016)

- Archive Wikiwix
- Bing
- Cairn
- DuckDuckGo
- E. Universalis
- Gallica
- Google
- G. Books
- G. News
- G. Scholar
- Persée
- Qwant
- (zh) Baidu
- (ru) Yandex
- (wd) trouver des œuvres sur Wikidata

Pour les articles homonymes, voir Noblesse (homonymie).
Noblesse (노블레스) est un manhwa en ligne écrit par Son Jae Ho et illustré par Lee Gwang Su.
Sa publication commence en décembre 2007 sur le portail web Naver. Le manhwa a ensuite été adapté en anime produite par le studio Production I.G. Deux OVA sont sortis avec une durée d'environ 30 minutes : Noblesse Awakening qui correspond au début du manhwa, et Noblesse The Beginning of Destruction qui se passe avant le manhwa. Une adaptation anime de 13 épisodes est annoncée en octobre 2020 par Crunchyroll.

## Synopsis
Noblesse narre l'histoire d'un noble puissant, Cadis Etrama Di Raizel — aussi appelé Rai — se réveillant d'un long sommeil (820 ans) et ne connaissant rien du monde contemporain. Par chance, il rencontre son fidèle serviteur - Frankenstein - qui se trouve être le directeur du lycée Ye Ran.
Frankenstein intègre Rai dans une classe où il se fait de nombreux amis. Mais des ennemis semblent arriver dans la ville, sont-ils des vampires ou bien des êtres humains ?

## Armes

### Soul Weapon
| Clans    | Nom du Noble    | Nom de l'arme | Apparitions / Notes                                                          |
| -------- | --------------- | ------------- | ---------------------------------------------------------------------------- |
| -        | Lord (Raskreia) | Ragnarok      | Arme de type espadon                                                         |
| Agvain   | Urokai          | Dragus        | Arme de type hallebarde                                                      |
| Blerster | Karias          | Amore         | Arme de type arc long                                                        |
| Drosia   | Edian           |               | Chapitre 385. Arme de type rapière                                           |
| Elenor   | Rozaria         | Blood witch   | Arme de type bâton surmonté d'un œil                                         |
| Kertia   | Raël            | Grandia       | Arme de type arc dague                                                       |
| Kertia   | Rajak           | Kartas        | Arme de type arc dague                                                       |
| Kravei   | Roctis          |               | Arme de type fouet                                                           |
| Landegre | Gejutel         | Legasus       | Arme de type lance                                                           |
| Loyard   | Seira           | Death scythe  | Arme de type faux                                                            |
| Mergas   | Ludis           | Izarok        | Chapitre 199 - Destruction de la 8e flotte. Arme de type bouclier et glaive. |
| Ru       | Kei             | Garant        | Arme de type gantelets                                                       |
| Siriana  | Jaruga          |               | Chapitre 267 - Combat contre Seira. Arme de type Manriki Gusari.             |
| Tradio   | Lagus           | Dolor         | Chapitre 368 - Arme de type canne                                            |
| Gradeus  | Gradeus         | Messad        | Chapitre 370 puis 378 pour la forme véritable - Arme de type double hache    |

### Dark Spear
En février 2014, seules quelques informations ont été communiquées. Cette arme s'apparente aux Soul Weapons des Nobles. Contrairement à ces dernières qui reçoivent l'âme d'un leader de clan à chaque fois, Dark Spear a été créée en sacrifiant un nombre considérable d'humains, pour égaler le pouvoir des Nobles.
Dark Spear affronte :
- Raël
- Leader Kertia
- 12e Ancien
- Flashback : Leaders Kertia et Landegre lors de l'arrivée de Frankenstein sur Lukedonia
- 11e Ancien
- Entraînement avec Seira
- 5-7-8èmes Anciens

### Autres armes
- Mind Control
- Griffes (loups-garous)
- Armes diverses :
  - Fouet de Tao
  - Pistolet de Takeo
  - Pilule de DA-5

## Personnages principaux
Cadis Etrama Di Raizel (ou Rai)
Voix japonaise : Tarusuke Shingaki, voix française : Bruno Méyère
Rai est le héros de l'histoire et c'est une sorte de vampire. Rai est un noble et a pour titre « noblesse », seul un noble peut avoir le titre de « noblesse », représentant la force, la puissance, et dont la fonction est de maintenir l'équilibre.. On saura par la suite que Rai avait été choisi par le précédent Lord pour devenir le nouveau Lord, mais que Rai a refusé à chaque fois. Il habite actuellement chez Frankenstein.
Rai est un homme silencieux et qui adore les ramens.
Frankenstein
Voix japonaise : Daisuke Hirakawa, voix française : Benjamin Gasquet
Fidèle serviteur de Rai et aussi directeur du lycée que fréquente Rai. Son pouvoir est si puissant que Rai lui a ordonné de le sceller. On saura par la suite que c'est un savant qui a recherché la puissance des vampires et que c'est avant tout un être humain. Il déteste la saleté que fait la bande d'amis chez lui.
Frankenstein est un humain unique en son genre. Il est vivant depuis plus d'un millénaire et est incroyablement intelligent. On en sait peu sur son passé si ce n'est sous la forme de flash-back. Il semble qu'à une époque, il fut chassé par les autres humains, probablement à cause de ses expériences. Il continua néanmoins, traquant des mutants et des nobles pour obtenir des échantillons. Les nobles se mirent à le traquer et il fut contraint de fuir. Il fut alors recueilli par Rai et, après que celui-ci eut risqué sa vie pour le sauver, il lui jura fidélité. Après sa disparition, il se cacha dans le monde des humains et, tout en cherchant pour son maître, gagna une certaine influence, qu'il utilise parfois dans le manhwa.
Frankenstein est un incroyable génie, probablement le meilleur généticien et savant de l'univers. Il semblerait que l'Union ait basé sa science sur ses travaux. Il ne vieillit pas, possède une faculté de régénération équivalente à celle d'un noble vampire et peut manipuler les souvenirs. Son pouvoir principal n'est autre que le « Dark Spear », un pouvoir obtenu par le sacrifice de milliers de vies humaines par le biais de guerres et de maladies.
Han Shinwoo
Voix japonaise : Ryota Iwasaki
Shinwoo est un humain qui possède une force surpassant la puissance normale des humains, mais pas assez pour rivaliser avec les non-humains. Il est très énergique et il est amoureux de Yuna.
Woo Ik-Han
Voix japonaise : Youhei Hamada
Ik-Han est un humain dont l'intelligence surpasse de loin celle des gens normaux. C'est un ami d'enfance de Shinwoo. C'est un très bon hacker.
Suh Yuna
Yuna est une fille tout à fait normale.
Yim Suyi
Suyi est une idole très connue et qui fréquente le lycée de Frankenstein. On la voit apparaître à partir de la saison 2 (chapitre 94).
Tao
Voix japonaise : Masatomo Nakazawa, voix française : Stanislas Forlani
Hacker de génie surpassant de peu Woo Ik-Han, Tao est l'ami et le « compagnon d'expérience » de Takao. Avant de rejoindre Rai, il faisait partie du DA-5, un groupe dont la seule raison d'être était de servir de réserve d'énergie. Il fera partie du groupe de surveillants du lycée.

### Loups-Garous
Les Loups-Garous sont une des autres espèces surnaturelles. Ils sont très peu connus car, contrairement aux Nobles, ils n'ont pas la faculté de modifier les souvenirs. Ils sont obligés de se cacher et vivent reclus. Néanmoins, certains d'entre eux sont dans l'Union.
Muzaka
Il est l'ancien Lord des Loups-Garous et le meilleur ami du Noblesse. Il est en cause dans le sommeil prolongé du Noblesse. Il est considéré comme un traître par son clan.
Maduke
Il est le Lord des Loups-Garous actuel. Il a également utilisé son peuple pour des recherches sur l'amélioration physique pour ses guerriers dans le but de détruire les Nobles et de gouverner le monde.
Lunark
Guerrière Loup-Garou. Elle est également le 5e Ancien de L'Union. Sa force est telle qu'elle peut rivaliser avec Frankenstein sans avoir subi d'amélioration comme le reste de son clan.
Kentas
Guerrier Loup-Garou. Il est ami avec Lunark et suit les mêmes idéologies qu'elle. Il va trahir son clan quand il comprendra que son Lord a utilisé le peuple des Loups-Garous pour obtenir cette puissance.
Grui et Gaitan
Chapitre 339. Deux jeunes guerriers Loup-Garou ayant subi des modifications physiques. Ils sont persuadés d'avoir la force pour tuer un chef de clan. Ils ont été envoyés par le Lord pour tuer l'ancien Lord Muzaka.
Trois nouveauxKuharu, Mount et Drakon. Quatre en fait : Kaiyo les suivant à distance.
Chapitre 365-369-375. Guerriers Loup-Garou ayant subi des modifications physiques. Ils participent au plan d'invasion de Lukedonia sous les ordres de leur Lord, dans le but d'affaiblir les forces ennemies et de mesurer la force des Nobles traîtres.
Juraki, Gayare et les deux jumelles Urne et Mirai
Chapitre 408-410-411. Guerrier Loup-Garou ayant subi des modifications physiques. Les quatre se battent contre des nobles venus récupérer M-21 et des nobles venus se venger de l'invasion précédente de Lukedonia. Gayare se bat contre Kentas pour prouver que l'amélioration physique est plus puissante que l'entraînement. Les Sœurs jumelles se battent contre Lunark et M-21. Et Juraki leur vient en aide.
Uzhir
Chapitre 419
Dorant, Gorma, Krano, Braang
Chapitre 422

### Nobles
Les Nobles sont une race à part de celle des humains. Ils vivent depuis des temps immémoriaux à Lukedonia.
Leur principe de vie réside dans l'« Élégance » et l'aide aux humains. Les Nobles sont altruistes et aident les plus faibles.
Leur espérance de vie est considérable, même si le manhwa ne donne pas de chiffre.
Avant le départ de Cadis Etrama Di Raizel il y a 820 ans (début de sa période d'hibernation), 13 clans se trouvaient à Lukedonia.
Depuis la révolte des Nobles il y a 500 ans, seuls 7 subsistent.
Le nombre de Nobles de sang-pur semble très réduit. Par exemple, la famille Loyard (Seira) ne semble contenir qu'un membre. La famille Landegre ne semble en contenir que deux.

#### Lord
Précédent Lord
Voix française : Emmanuel Curtil
Son nom n'est pas connu. Il est joueur et a une personnalité particulière qui va même déstabiliser Frankenstein. Il est très préoccupé par la façon de vivre du Noblesse et comprend sa douleur et sa solitude. Il passe le plus clair de son temps à trouver un moyen de le faire sortir de chez lui et de lui fournir une vie "normale". Il entre dans un sommeil éternel 500 ans avant que l'histoire ne commence.
Lord actuelRaskreia
Le chef des nobles. Le Lord actuel est une femme nommée Raskreia et qui est la fille du précédent Lord.

#### Clans
| Clan     | Membres    | Description |
| -------- | ---------- | --- |
| Agvain   | Urokai     | Clan ayant trahi le Lord |
| Blerster | Karias     | Leader actuel du clan. Sa Soul Weapon est un arc. |
| Blerster | Krasis     | Père de Karias. Très dévoué à l'ancien Lord. |
| Drosia   | Edian      | Clan ayant trahi le Lord, sous contrôle de Lagus Tradios. |
| Elenor   | Rozaria    | Leader actuel du clan Elenor. |
| Kertia   | Rajak      | Leader actuel du clan Kertia qui est apparemment le bras droit du Lord. Soul Weapon incomplète. |
| Kertia   | Rael       | Frère de Rajak possédant une fraction de la Soul Weapon des Kertia. |
| Kertia   | Ragar      | Père de Rajak et Rael. C'est entraîné avec Frankenstein. |
| Kravei   | Roctis     | Recherché par Frankenstein, il a trahi Rai avant son très long sommeil. Il aurait voulu, avec l'aide d'autres clans, assassiner le Noblesse (Rai), ce qui a échoué. Clan ayant trahi le Lord |
| Kravei   | Ignes      | Fille de Roctis, elle fait des expériences sur les humains contre lesquelles son père n'a jamais su quoi faire. |
| Landegre | Gejutel R. | Grand-père de Regis et aussi chef de la famille Landegre. On saura plus tard qu'il est comme un rival de Frankenstein et qu'il aurait voulu servir sous les ordres de Rai. |
| Landegre | Regis K.   | Un noble qui déteste ceux qui ne sont pas élégants, il a l'air très puissant au début mais après on saura qu'il est assez faible face à ses ennemis. Il arrive à la ville à partir de la saison 2 et il fréquentera le même lycée que Rai. On saura par la suite qu'il est le petit-fils de Gejutel, le leader de la famille Landegre qui fait partie d'une des 7 familles de nobles les plus puissantes qui servent le Lord. |
| Loyard   | Seira J.   | Protectrice de Regis, elle semble plus comme une grande sœur de Regis et elle est le chef d'une des 7 familles de nobles les plus puissantes. Le père de Seira a été tué par le septième Ancien. |
| Mergas   | Ludis      | Protecteur de Lukedonia. Sa Soul Weapon est un bouclier. |
| Ru       | Kei        | Leader actuel du clan. Sa Soul Weapon est deux gants. |
| Siriana  | Jaruga     | Apparaît dans la 5e saison comme le 7e Ancien. Fait son apparition avec les 5e et 8e Ancien. Il combat Seira et en sort vainqueur. Sa Soul Weapon est une chaîne avec une lame à chaque extrémité. Clan ayant trahi le Lord |
| Tradio   | Lagus      | Clan ayant trahi le Lord |
| Tradio   | Claudia    | Chef de famille à partir du chapitre 401. |
| Gradeus  |            | Clan ayant trahi le Lord. |

## Humains modifiés/Expérimentés
M-21
Voix japonaise : Kousuke Oonishi, voix française : Juan Llorca
M-21 est un humain modifié. Il a subi des expériences du Docteur Crombel et de l'Union, le laissant sans aucun souvenir de sa vie passée. Il sert alors d'agent de bas rang pour l'Union avec son seul camarade survivant, M-24. À un moment, ils décident de trouver les noms de leurs camarades et d'eux-mêmes, un rêve qui est leur objectif primordial. Il rencontre Rai et Frankenstein au cours d'une mission ou lui et M-24 cherchent le cercueil où Rai dormait. Au début hostiles envers Rai et Frankenstein, ils finissent par leur donner des informations, reconnaissants qu'ils les aient épargnés alors que M-21 et M-24 les avaient attaqués. Après la mort de M-24, M-21 les rejoint. Il travaille comme vigile à l'école.
M-21 étant considéré comme un échec, ses pouvoirs au début du manga sont très faibles. Sa force est légèrement supérieure à celle d'un humain et ses capacités de régénération également. Il est également capable de sortir des griffes, visiblement capables de couper n'importe quoi (il s'en sert pour couper une porte d'ascenseur en acier). Lors de son combat contre l'infecté, Rai "éveille" son pouvoir. Sa vitesse et sa capacité de régénération explosent et il ne fait qu'une bouchée de l'infecté. Il se transforme complètement, de la fourrure recouvrant ses bras, son dos et ses joues. Après, au fil de la série, sa transformation initiale progresse et ses pouvoirs avec. Lors de son combat contre Shark, il est incapable de transformer autre chose que ses mains pendant quelques instants. Par la suite, il ne semble plus avoir de problème de temps. Il apparaît que ses pouvoirs lui viennent du fait qu'on lui a greffé un cœur de loup-garou, qui semble prendre de plus en plus le contrôle de son corps. Grâce à son cœur, il a une régénération impressionnante et une force de frappe importante, qui semble dans les derniers chapitres, valoir, peut-être même surpasser celle de Régis.
Au combat, M-21 engage ses adversaires au corps à corps, utilisant sa métamorphose si nécessaire. C'est un combattant talentueux, bénéficiant de l'entraînement de l'Union et de l'expérience de nombreux combats.
À cause de son passé de cobaye, M-21 est très renfermé, gardant beaucoup pour lui-même. Il est également doté d'un mauvais caractère et d'une verve acérée qu'il utilise souvent pour provoquer ses adversaires. Néanmoins, il est fidèle envers ses amis et est prêt à se sacrifier pour eux. Il est assez proche de Régis, bien qu'ils se disputent verbalement souvent.
M-24
Voix française : Philippe Roullier
M-24 est un humain modifié. Il a lui aussi subi des expériences du Docteur Cromwell et de l'Union, le laissant sans aucune souvenir de sa vie passée. Néanmoins, il pense avoir été un grand frère dans sa vie passée.
Mary
Humain modifié. Faisant partie de la garde personnelle du Dr. Cromwell.
Jake
Humain modifié qui arrive à atteindre un stade supérieur grâce aux avancés du Dr. Cromwell.

### DA-5
| Nom    | Description |
| ------ | --- |
| Krantz | humain modifié, c'est le chef de DA- 5, qui est en passant le plus fort de la bande. Il n'a aucune pitié, et un sens de la justice très mauvais. Il est tout le temps à la recherche de pouvoirs, et d'adversaires. Pour devenir très badass, il absorbe la force vitale de ses camarades. |
| Tao    | Humain modifié extrêmement doué en informatique, il sympathise avec Woo Ik-Han après l'avoir rencontré sur internet lors d'un duel entre hacker. Il fait partie du DA-5 et est envoyé avec Krantz, Shark, Takeo et Hammer pour enquêter sur le Dr. Crombel. Après que Krantz, Shark et Hammer ont été tués, il se met avec Takeo sous les ordres de Cadis Etrama Di Raizel. Il appartiendra ensuite, tout comme M-21, au service de sécurité de l'école. Pouvoirs et combat : Tao est doté de la faculté de contrôler l'électricité. Au combat, il reste souvent à l'arrière, utilisant son ordinateur pour prédire les mouvements des opposants et conseiller Takeo et M-21. Engagé au corps-à-corps, il utilise un fouet capable de conduire l'électricité et des pièges pour donner des décharges paralysantes aux adversaires. Tout comme Takeo, il peut booster ses capacités en prenant de la drogue "D". Relations : Tao est un bavard impénitent, très extraverti. Il seconde Frankenstein avec les expériences et la fabrication d'armes. Il est proche de Takeo mais également de M-21. |
| Takeo  | Humain modifié extrêmement doué au maniement des armes à feu (particulièrement au sniper et pistolet), il sympathise avec Han Shinwoo et Suh Yuna après les avoir rencontrés dans la rue. Il fait partie du DA-5 et est envoyé avec Krantz, Shark, Tao et Hammer pour enquêter sur le Dr. Crombel. Il combat et perd contre Frankenstein mais celui-ci lui laisse la vie sauve lorsqu'il lui demande de prendre soin de Shinwoo et de Yuna. Après que Krantz, Shark et Hammer ont été tués, il se met avec Tao sous les ordres de Cadis Etrama Di Raizel. Il appartiendra ensuite, tout comme M-21, au service de sécurité de l'école. |
| Shark  | - |
| Hammer | - |

### Cerberus
| Nom   | Description |
| ----- | --- |
| Rodin | grand aux longs cheveux blancs, |
| Yuizi | femme aux courts cheveux rouges |
| Taze  | femme aux cheveux noirs en pointe et chef des Cerbérus |
| Ked   | grand noir aux cheveux noirs tressés, il possède une force capable de détruire un bâtiment d'un seul coup                                                                                     |
| Lutai | grand et blond, il est très fort surtout dans sa tenue de combat qui a pour objectif de tuer et faire peur à ses ennemis. En effet, il possède une tronçonneuse à la place de sa main droite. |

## L'organisation/l'Union
L'organisation regroupe des personnes de différentes races (Humains, Loups-garous, Nobles) et a pour but le pouvoir / le contrôle du monde.
Elle est regroupée autour de 12 Anciens (puis 13 avec l'arrivée du Docteur Crombel).
Chaque membre jouit d'une liberté et ne doit pas s'immiscer dans les affaires des autres.

### Les Anciens
| Ordre | Nom                 | Race                | 1re apparition |
| ----- | ------------------- | ------------------- | --- |
| 1er   | -                   | -                   | - |
| 2e    | Maduke (chap. 327)  | Loup-Garou          | Apparaît dans la 6e saison. Il est le chef actuel des Loups-Garous. |
| 3e    | -                   | Humain (?)          | Apparaît dans la 6e saison. |
| 4e    | Roctis Kravei       | Noble               | Chapitre 235 - Après la mort du 12e Ancien. Apparaît en compagnie du 9e Ancien. |
| 5e    | Lunark              | Loup-Garou          | Chapitre 265 - En compagnie des 7e et 8e Anciens. Arrivée au KSA. |
| 6e    | Urokai Agvain       | Noble               | Chapitre 274 - Apparaît pendant le combat entre Frankenstein et le 5e Ancien. Fait partie des 6 chefs de clans traîtres à Lukedonia.                                                                                             |
| 7e    | Jaruga Siriana      | Noble               | Chapitre 265 - En compagnie des 5e et 8e Anciens. Arrivée au KSA. Ancien chef de clan de Nobles à Lukedonia. Il semble avoir rejoint l'organisation au moment de la révolte à Lukedonia.                                         |
| 8e    | -                   | Humain cybernétique | Chapitre 265 - En compagnie des 5e et 7e Anciens. Arrivée au KSA. |
| 9e    | -                   | Humain              | Chapitre 235 - Après la mort du 12e Ancien. Apparaît en compagnie du 4e Ancien. Le docteur Crombell le considère comme un grand savant et souhaite le dépasser.                                                                  |
| 10e   | Rostere (chap. 253) | Humain              | Chapitre 252 - En compagnie du 11e Ancien. Lorsqu'il utilise ses pleins pouvoirs, son apparence ressemble à celle d'un orc ou d'un taureau.                                                                                      |
| 11e   | Muar (chap. 253)    | Humain              | Chapitre 252 - En compagnie du 10e Ancien. Lorsqu'il utilise ses pleins pouvoirs, son apparence ressemble à celle d'une mante religieuse. Il se fait absorber par Dark Spear.                                                    |
| 12e   | -                   | Humain              | Il vient en Corée après l'extermination de Cerberus. Il arrive avec la chef de Cerberus. Lorsqu'il utilise ses pleins pouvoirs, son apparence ressemble à celle d'une chauve-souris. Il se fait tuer par Cadis Etrama Di Raizel. |
| 13e   | Dr. Crombel         | Humain              | Il apparaît en Corée avec la venue de Mary et Jack. À la suite de l'incident au Laboratoire, il est nommé 13e Ancien. |

Dr. Aris
Médecin sous les ordres du 12e ancien. Elle a créé la DA-5. Elle est considérée par Cromwell comme un élément important pour son intelligence pour la recherche sur les humains modifiés.

### Groupe des assassins de l'Union
- Yuri : Espion au service du Docteur Cromwell. Qui a servi auprès du Dr. Aris puis auprès du 12e ancien.
- Marie
- Jake
- Bonerre
- Mark : Capacité : Copie d'une personne
- Kalvin : Capacité : Poison
- Akashi : Capacité : Électrique & Feu
- Cameron : Capacité : il vit (c'est déjà bien)